# Eiskunstlauf-Europameisterschaften 1973
Die 65. Eiskunstlauf-Europameisterschaften fanden vom 6. bis 11. Februar 1973 in Köln statt.

## Ergebnisse

### Herren
| Platz | Sportler              | Land                   |
| ----- | --------------------- | ---------------------- |
| 1     | Ondrej Nepela         | Tschechoslowakei       |
| 2     | Sergei Tschetweruchin | Sowjetunion            |
| 3     | Jan Hoffmann          | DDR                    |
| 4     | John Curry            | Vereinigtes Königreich |
| 5     | Wladimir Kowaljow     | Sowjetunion            |
| 6     | Juri Owtschinnikow    | Sowjetunion            |
| 7     | László Vajda          | Ungarn                 |
| 8     | Jacques Mrozek        | Frankreich             |
| 9     | Daniel Höner          | Schweiz                |
| 10    | Zdeněk Pazdírek       | Tschechoslowakei       |
| 11    | František Pechar      | Tschechoslowakei       |
| 12    | Erich Reifschneider   | BR Deutschland         |
| 13    | Günther Hilgarth      | Österreich             |
| 14    | Michael Fish          | Vereinigtes Königreich |
| 15    | Robin Cousins         | Vereinigtes Königreich |
| 16    | Jacek Tascher         | Polen                  |
| 17    | Rolando Bargaglia     | Italien                |
| 18    | Gheorghe Fazekas      | Rumänien               |
| 19    | Rob Ouwerkerk         | Niederlande            |
| 20    | Silvo Švajger         | Jugoslawien            |

### Damen
| Platz | Sportlerin          | Land                   |
| ----- | ------------------- | ---------------------- |
| 1     | Christine Errath    | DDR                    |
| 2     | Jean Scott          | Vereinigtes Königreich |
| 3     | Karin Iten          | Schweiz                |
| 4     | Liana Drahová       | Tschechoslowakei       |
| 5     | Gerti Schanderl     | BR Deutschland         |
| 6     | Dianne de Leeuw     | Niederlande            |
| 7     | Maria McLean        | Vereinigtes Königreich |
| 8     | Anett Pötzsch       | DDR                    |
| 9     | Cinzia Frosio       | Italien                |
| 10    | Sonja Balun         | Österreich             |
| 11    | Marina Sanaya       | Sowjetunion            |
| 12    | Marie-Claude Bierre | Frankreich             |
| 13    | Susanne Altura      | Österreich             |
| 14    | Tatjana Olenewa     | Sowjetunion            |
| 15    | Liselotte Öberg     | Schweden               |
| 16    | Helena Gazvoda      | Jugoslawien            |
| 17    | Manuela Bertele     | Italien                |
| 18    | Tarja Nasi          | Finnland               |
| 19    | Sophie Verlaan      | Niederlande            |
| 20    | Urszula Zielińska   | Polen                  |
| 21    | Agnes Erős          | Ungarn                 |
| 22    | Hanne Jensen        | Dänemark               |
| WD    | Donna Walter        | Schweiz                |

### Paare
| Platz | Sportler                             | Land             |
| ----- | ------------------------------------ | ---------------- |
| 1     | Irina Rodnina / Alexander Saizew     | Sowjetunion      |
| 2     | Ljudmila Smirnova / Alexei Ulanow    | Sowjetunion      |
| 3     | Almut Lehmann / Herbert Wiesinger    | BR Deutschland   |
| 4     | Manuela Groß / Uwe Kagelmann         | DDR              |
| 5     | Irina Tschernjajewa / Wassili Blagow | Sowjetunion      |
| 6     | Romy Kermer / Rolf Oesterreich       | DDR              |
| 7     | Karin Künzle / Christian Künzle      | Schweiz          |
| 8     | Florence Cahn / Jean-Roland Racle    | Frankreich       |
| 9     | Ursula Nemec / Michael Nemec         | Österreich       |
| 10    | Teresa Skrzek / Piotr Sczypa         | Polen            |
| 11    | Corinna Halke / Eberhard Rausch      | BR Deutschland   |
| 12    | Ilona Urbanová / Alex Zach           | Tschechoslowakei |

### Eistanz
| Platz | Sportler                                 | Land                   |
| ----- | ---------------------------------------- | ---------------------- |
| 1     | Ljudmila Pachomowa / Alexander Gorschkow | Sowjetunion            |
| 2     | Angelika Buck / Erich Buck               | BR Deutschland         |
| 3     | Hilary Green / Glyn Watts                | Vereinigtes Königreich |
| 4     | Janet Sawbridge / Peter Dalby            | Vereinigtes Königreich |
| 5     | Tatjana Woitjuk / Wjatscheslaw Schigalin | Sowjetunion            |
| 6     | Diana Skotnická / Martin Skotnický       | Tschechoslowakei       |
| 7     | Irina Moissejewa / Andrei Minenkow       | Sowjetunion            |
| 8     | Matilde Ciccia / Lamberto Ceserani       | Italien                |
| 9     | Rosalind Druce / David Barker            | Vereinigtes Königreich |
| 10    | Krisztina Regőczy / András Sallay        | Ungarn                 |
| 11    | Anne-Claude Wolfers / Roland Mars        | Frankreich             |
| 12    | Teresa Weyna / Piotr Bojańczyk           | Polen                  |
| 13    | Sylvia Fuchs / Michael Fuchs             | BR Deutschland         |
| 14    | Astrid Kopp / Axel Kopp                  | BR Deutschland         |
| 15    | Ewa Kolodziej / Tadeusz Góra             | Polen                  |
| 16    | Gerda Bühler / Mathis Bächi              | Schweiz                |
| 17    | Claude Couste / Eric Couste              | Frankreich             |